# モンタルデーオ
モンタルデーオ（伊: Montaldeo）は、イタリア共和国ピエモンテ州アレッサンドリア県にある、人口約300人の基礎自治体（コムーネ）。

## 地理

### 位置・広がり
| 隣接するコムーネは以下の通り。 - カザレッジョ・ボイロ - カステッレット・ドルバ - レルマ - モルネーゼ - パローディ・リーグレ - サン・クリストーフォロ |

### 地震分類
イタリアの地震リスク階級 (it) では、3 に分類される
。